# الک پوردیی
الک پوردیی (انگلیسی: Alec Purdie؛ زادهٔ ۲۴ نوامبر ۱۹۸۸) بازیکن فوتبال اهل ایالات متحده آمریکا است.
از باشگاه‌هایی که در آن بازی کرده‌است می‌توان به نیوانگلند رولوشن اشاره کرد.